# Concepción, Antioquia
Concepción är en ort i Colombia. Den ligger i departementet Antioquía, i den centrala delen av landet, 240 km nordväst om huvudstaden Bogotá. Concepción ligger 1 832 meter över havet och antalet invånare är 1 513.
Terrängen runt Concepción är kuperad åt sydost, men åt nordväst är den bergig. Runt Concepción är det ganska tätbefolkat, med 58 invånare per kvadratkilometer. Närmaste större samhälle är Barbosa, 9,4 km nordväst om Concepción. I omgivningarna runt Concepción växer i huvudsak städsegrön lövskog.